# جيمس أوييبولا
جيمس أوييبولا (بالإنجليزية: James Oyebola) مواليد 10 يونيو 1961 في لاغوس - الوفاة 27 يوليو 2007 في لندن، المملكة المتحدة، كان ملاكم محترف إنجليزي صنّف ضمن فئة الوزن الثقيل. حقق الميدالية البرونزية في دورة ألعاب الكومنولث 1986.

## إحصائيات
خاض خلال مسيرته 23 نزالا، فاز في 18 وتعادل في 1 وخسر في 4. فاز بالضربة القاضية في 16 نزالا.

## الميداليات
| الميدالية | المسابقة                  |
| --------- | ------------------------- |
| برونزية   | دورة ألعاب الكومنولث 1986 |

## روابط خارجية
- جيمس أوييبولا على موقع بوكس ريك (الإنجليزية) (registration required)
- جيمس أوييبولا على موقع اتحاد ألعاب الكومنولث (مؤرشف) (الإنجليزية)